# Eduard Shemetylo
Eduard Shemetylo –en ucraniano, Едуард Шеметило– (Poltava, 14 de agosto de 1990) es un deportista ucraniano que compite en piragüismo en la modalidad de aguas tranquilas. Ganó tres medallas en el Campeonato Mundial de Piragüismo entre los años 2015 y 2018, y cuatro medallas en el Campeonato Europeo de Piragüismo entre los años 2013 y 2016.

## Palmarés internacional
| Campeonato Mundial | Campeonato Mundial          | Campeonato Mundial | Campeonato Mundial |
| Año                | Lugar                       | Medalla            | Competición        |
| ------------------ | --------------------------- | ------------------ | ------------------ |
| 2015               | Milán (Italia)              | Medalla de plata   | C4 1000 m          |
| 2017               | Račice (República Checa)    | Medalla de bronce  | C4 1000 m          |
| 2018               | Montemor-o-Velho (Portugal) | Medalla de plata   | C4 500 m           |
| Campeonato Europeo |                             |                    |                    |
| Año                | Lugar                       | Medalla            | Competición        |
| 2013               | Montemor-o-Velho (Portugal) | Medalla de bronce  | C4 1000 m          |
| 2014               | Brandeburgo (Alemania)      | Medalla de plata   | C1 5000 m          |
| 2015               | Račice (República Checa)    | Medalla de bronce  | C4 1000 m          |
| 2016               | Moscú (Rusia)               | Medalla de plata   | C4 1000 m          |